# Cavriago
Cavriago (emilián nyelven Queriêgh, cavriagói nyelvjárásban Quariêgh) település Olaszországban, Emilia-Romagna régióban, Reggio Emilia megyében. Lakosainak száma 9842 fő (2023. január 1.). Cavriago Bibbiano, Reggio Emilia és Montecchio Emilia községekkel határos.

## Népesség
A település lakossága az elmúlt években az alábbi módon változott:
| Lakosok száma | 9229 | 9892 | 9917 | 9842 |
|               | 2004 | 2017 | 2018 | 2023 |